# Isojärvi (sjö i Finland, Norra Österbotten, lat 66,32, long 29,38)
Isojärvi är en sjö i Finland. Den ligger i kommunen Kuusamo i landskapet Norra Österbotten, i den nordöstra delen av landet, 700 km norr om huvudstaden Helsingfors. Isojärvi ligger 300 meter över havet. Arean är 47,6 hektar och strandlinjen är 3,17 kilometer lång. Sjön  ingår i Koundaälvens huvudavrinningsområde. 